# Munromyia whartoni
Munromyia whartoni är en tvåvingeart som beskrevs av Copeland 2004. Munromyia whartoni ingår i släktet Munromyia och familjen borrflugor.
Artens utbredningsområde är Kenya. Inga underarter finns listade i Catalogue of Life.